# Dodoma
Dodoma (literalmente «se ha hundido» en cigogo), oficialmente, Distrito Urbano de Dodoma, es la capital nacional de Tanzania, la tercera ciudad más grande del país, y también la capital de la región de Dodoma.

## Origen etimológico
El nombre «Dodoma» se deriva de idodomya, una palabra en cigogo, que significa «se ha hundido».
La tradición cuenta que una vez un elefante llegó a beber a un riachuelo que pasaba por ahí, y se quedó atascado en el lodo, y poco a poco se hundió. Fue entonces cuando los pobladores exclamaron asombrados ¡idodomya! y, a partir de ese momento, el lugar fue conocido como Idodomya, el lugar donde «se ha hundido» el elefante.

## Geografía
Ubicada en las coordenadas 6°15' S, 35°45' E, en el centro del país, la ciudad se encuentra a 486 kilómetros al oeste de la antigua capital, Dar es Salaam, y a 441 kilómetros sur de Arusha, la sede de la Comunidad Africana Oriental. Conforma un área de 2669 kilómetros cuadrados de los cuales solo 625 kilómetros cuadrados están urbanizados.

### Clima
| Parámetros climáticos promedio de Dodoma (1971–2000)              | Parámetros climáticos promedio de Dodoma (1971–2000) | Parámetros climáticos promedio de Dodoma (1971–2000) | Parámetros climáticos promedio de Dodoma (1971–2000) | Parámetros climáticos promedio de Dodoma (1971–2000) | Parámetros climáticos promedio de Dodoma (1971–2000) | Parámetros climáticos promedio de Dodoma (1971–2000) | Parámetros climáticos promedio de Dodoma (1971–2000) | Parámetros climáticos promedio de Dodoma (1971–2000) | Parámetros climáticos promedio de Dodoma (1971–2000) | Parámetros climáticos promedio de Dodoma (1971–2000) | Parámetros climáticos promedio de Dodoma (1971–2000) | Parámetros climáticos promedio de Dodoma (1971–2000) | Parámetros climáticos promedio de Dodoma (1971–2000) |
| Mes                                                               | Ene.                                                 | Feb.                                                 | Mar.                                                 | Abr.                                                 | May.                                                 | Jun.                                                 | Jul.                                                 | Ago.                                                 | Sep.                                                 | Oct.                                                 | Nov.                                                 | Dic.                                                 | Anual                                                |
| ----------------------------------------------------------------- | ---------------------------------------------------- | ---------------------------------------------------- | ---------------------------------------------------- | ---------------------------------------------------- | ---------------------------------------------------- | ---------------------------------------------------- | ---------------------------------------------------- | ---------------------------------------------------- | ---------------------------------------------------- | ---------------------------------------------------- | ---------------------------------------------------- | ---------------------------------------------------- | ---------------------------------------------------- |
| Temp. máx. abs. (°C)                                              | 35.3                                                 | 36.0                                                 | 33.5                                                 | 32.7                                                 | 32.9                                                 | 31.7                                                 | 31.1                                                 | 34.1                                                 | 33.8                                                 | 36.1                                                 | 36.0                                                 | 36.4                                                 | 36.4                                                 |
| Temp. máx. media (°C)                                             | 29.4                                                 | 29.4                                                 | 29.0                                                 | 28.7                                                 | 28.0                                                 | 27.1                                                 | 26.5                                                 | 27.3                                                 | 29.0                                                 | 30.5                                                 | 30.1                                                 | 30.4                                                 | 28.8                                                 |
| Temp. mín. media (°C)                                             | 18.6                                                 | 18.6                                                 | 18.3                                                 | 17.9                                                 | 16.5                                                 | 14.4                                                 | 13.6                                                 | 14.2                                                 | 15.3                                                 | 16.9                                                 | 18.3                                                 | 18.8                                                 | 16.8                                                 |
| Temp. mín. abs. (°C)                                              | 15.7                                                 | 16.2                                                 | 14.9                                                 | 14.9                                                 | 10.3                                                 | 8.9                                                  | 7.6                                                  | 9.3                                                  | 11.1                                                 | 13.0                                                 | 14.4                                                 | 14.4                                                 | 7.6                                                  |
| Lluvias (mm)                                                      | 133.7                                                | 144.5                                                | 113.9                                                | 57.8                                                 | 5.3                                                  | 0.1                                                  | 0.03                                                 | 0.01                                                 | 0.01                                                 | 2.08                                                 | 26.25                                                | 123.28                                               | 606.96                                               |
| Días de lluvias (≥ 1.0 mm)                                        | 10                                                   | 9                                                    | 7                                                    | 5                                                    | 1                                                    | 0                                                    | 0                                                    | 0                                                    | 0                                                    | 0                                                    | 2                                                    | 7                                                    | 41                                                   |
| Humedad relativa (%)                                              | 66                                                   | 68                                                   | 70                                                   | 68                                                   | 63                                                   | 60                                                   | 59                                                   | 58                                                   | 55                                                   | 53                                                   | 55                                                   | 63                                                   | 62                                                   |
| Fuente n.º 1: World Meteorological Organization                   |                                                      |                                                      |                                                      |                                                      |                                                      |                                                      |                                                      |                                                      |                                                      |                                                      |                                                      |                                                      |                                                      |
| Fuente n.º 2: Deutscher Wetterdienst (temps. absolutas y humedad) |                                                      |                                                      |                                                      |                                                      |                                                      |                                                      |                                                      |                                                      |                                                      |                                                      |                                                      |                                                      |                                                      |

## Historia
Durante el gobierno colonial alemán en África Oriental, la ciudad de Dodoma fue fundada en 1907, al mismo tiempo que se construía la Ferrovía de Tanzania Central. Luego de que los británicos tomaron posesión de la región después de la Primera Guerra Mundial, Dodoma se convirtió en el centro administrativo de la región hasta la independencia de Tanzania en 1964.
Debido a su ubicación en el centro del país, se decidió por medio de un referéndum en 1974, que se debería trasladar la capital a Dodoma. La Asamblea Nacional de Tanzania, se mudó el siguiente año, sin embargo, aún hoy, la mayoría de oficinas gubernamentales permanecen en Dar es Salaam.

## Demografía
De la población total, 199 487 habitantes (48.5 %) son hombres, mientras que 211 469 habitantes (51.5 %) son mujeres. El número total de hogares es de 74 914 con un promedio de 4,3 personas por hogar.
Según la información facilitada por la Iglesia católica, un 19.2 % de los habitantes del lugar son católicos.

## Transportes

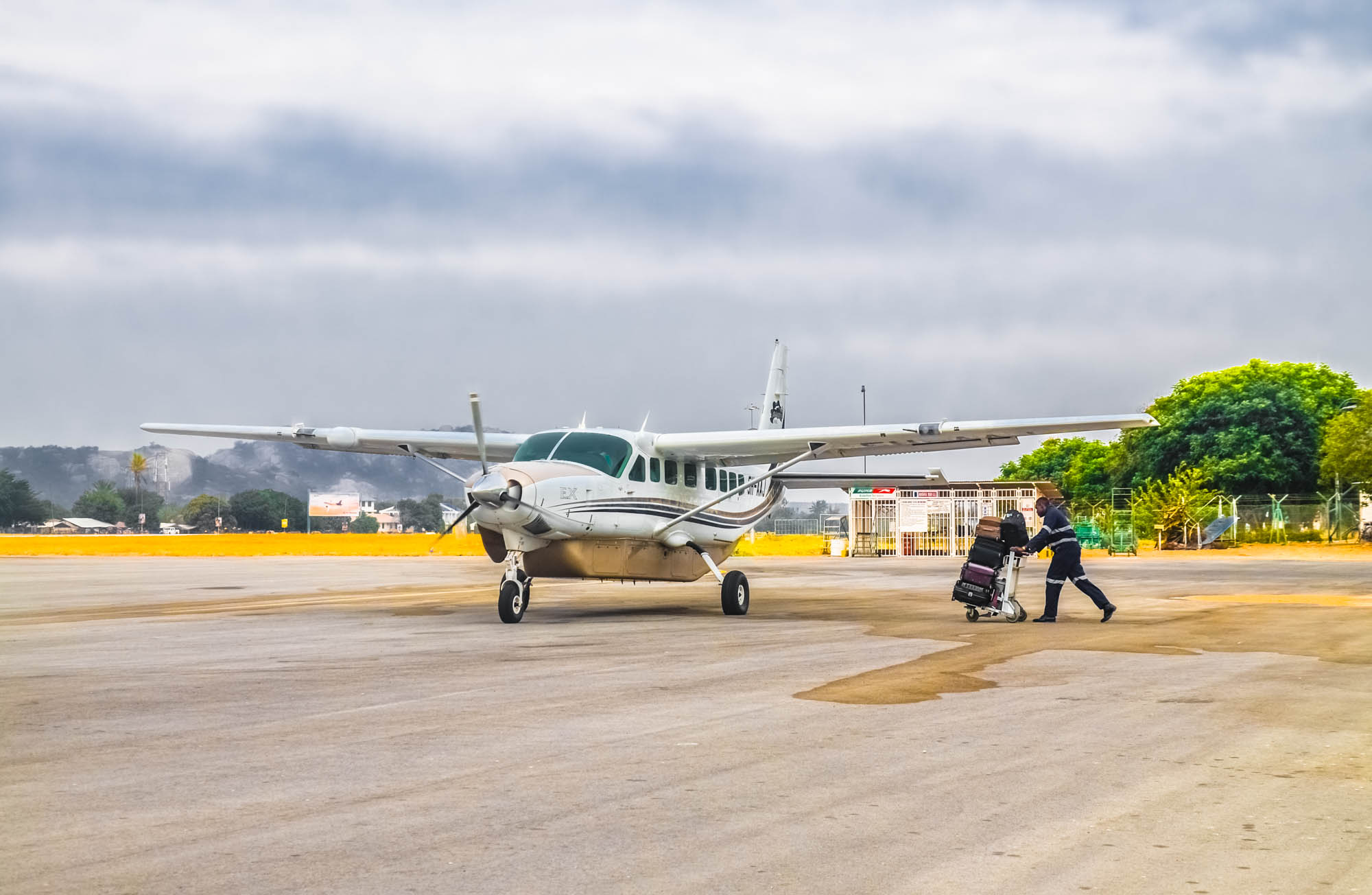
Aeropuerto de Dodoma

Caminos de la red troncales conectan a Dodoma con Dar es Salaam, en ruta hacia la región Morogoro en el este. Hacia el oeste, hay caminos que llevan a Mwanza y Kigoma, en dirección a Tabora. La Gran Calle Norte conecta la ciudad con Arusha en el norte.
La ciudad también está conectada, por medio de la Ferrovía Central, con Dar es Salaam, ubicada 465 kilómetros en el este.
La ciudad tiene un aeropuerto central, aunque solamente admite aviones de porte mediano. También hay planes para construir un nuevo aeropuerto en las afueras de la ciudad.

## Educación
Se encuentra la Universidad de Dodoma, también llamada UDOM, ésta es una Universidad pública abierta el año 2007.

## Deportes
La ciudad está representada en la Liga tanzana de fútbol por los equipos JKT Ruvu Stars y Polisi Dodoma.